# مجتمع آپارتمانی مارینرز
«مجتمع آپارتمانی مارینرز» (به انگلیسی: Mariners Apartment Complex) تک‌آهنگی از خواننده و ترانه‌سرای آمریکایی لانا دل ری است که در ۱۸ سپتامبر ۲۰۱۸ به عنوان اولین تک‌آهنگ از ششمین آلبوم استودیویی‌اش، نورمن فاکینگ راک‌ول! (۲۰۱۹) از طریق پالیدور رکوردز و اینترسکوپ رکوردز منتشر شد. این ترانه توسط دل ری و جک آنتونوف نوشته و تهیه شده‌است و اولین همکاری بین دل ری و آنتونوف است.

## موزیک ویدئو
یک موزیک ویدئو برای «مجتمع آپارتمانی مارینرز» در تاریخ ۱۸ سپتامبر ۲۰۱۸، شش روز پس از انتشار آهنگ، منتشر شد. این ویدئو توسط خواهر دل ری، چاک گرنت کارگردانی شده‌است.

## ترکیب‌بندی
رایان رید از رولینگ استون «مجتمع آپارتمانی مارینرز» را ترانه‌ای سایکدلیک فولک خوانده‌است. مارک هوگان منتقد پیچفورک ترانه را یک «بالاد راک نرم به سبک دهۀ ۱۹۷۰ با پیانو، گیتار آکوستیک و تارهای متحرک» توصیف کرد. مارک بومن از ان‌ام‌ئی آن را ترانه‌ای «کلاسیک با آکوستیک نرم موسیقی کانتری و موج‌های ارکسترال» خواند.

## بازخورد منتقدین
«مجتمع آپارتمانی مارینرز» مورد تحسین گسترده منتقدان قرار گرفت. استار بوون‌بک از بیلبورد در نقد خود نوشت: «این آهنگ شامل آوازهای باشکوه دل ری در پس‌زمینه‌ای از گیتار تحت تأثیر موسیقی کانتری، با زمزمه‌های سحرآمیز و هارمونی‌های لایه‌ای رویایی دربارۀ یک عاشقانه زیبا و پرهیاهو است.» مارک هوگان از پیچفورک گفت: «این ترانه نشان می‌دهد که لانا دل ری نه تنها یک شخصیت ظریف و پیچیده است بلکه یک بندر در طوفان است.» بریتانی اسپانوس منتقد رولینگ استون اظهار داشت که این ترانه مانند «یک دنبالۀ روحانی» برای آهنگ «هتل چلسی» اثر لئونارد کوهن است. آنا گاسا از اسپین گفت: «دل ری درک شما را می‌خواهد، بخشش شما، لطف شما و در ازای آن همه‌چیز ارائه می‌کند: قدرتش مانند یک راز و آسیب‌پذیری‌اش مانند یک فرد توسط شخصیت دل ری احاطه شده‌اند و به سوی موج‌ها رها می‌شوند.»
«مجتمع آپارتمانی مارینرز» در ردۀ ششم پنجاه آهنگ برتر سال ۲۰۱۸ مجله رولینگ استون قرار گرفت.

## اعتبارات
- لانا دل ری – آواز، ترانه‌سرا، تولید
- جک آنتونوف – ترانه‌سرا، تولید، درام، برنامه‌نویس، گیتار آکوستیک، گیتار الکتریکی، کیبورد، پیانو، مهندسی صوت، میکس
- لورا سیسک – مهندسی صوت، میکس
- جان شر – دستیار مهندسی صوت
- شربان گنه‌آ – میکس
- جان هنس – دستیار مهندسی صوت
- کریس گرینگر – مسترینگ
- ویل کوینل – دستیار مهندسی مسترینگ

## تاریخ انتشار
| کشور         | تاریخ           | فرمت                      | ناشر              | منبع   |
| ------------ | --------------- | ------------------------- | ----------------- | ------ |
| ایالات متحده | ۱۲ سپتامبر ۲۰۱۸ | دانلود دیجیتال رسانه جاری | اینترسکوپ پالیدور | [ ۱۰ ] |
| ایالات متحده | ۴ نوامبر ۲۰۱۹   | رادیو تریپل ای            | اینترسکوپ پالیدور | [ ۱۱ ] |
| ایالات متحده | ۵ نوامبر ۲۰۱۹   | رادیو آلترناتیو           | اینترسکوپ پالیدور | [ ۱۲ ] |